# توربو لیو
لیو یوان (چینی: 刘源؛ زادهٔ ۱۰ اکتبر ۱۹۹۶) که به‌طور حرفه‌ای با نام لیو هائوران و همچنین توربو لیو شناخته می‌شود، بازیگر اهل چین است. لیو در فهرست ۱۰۰ سلبریتی چینی فوربز در سال ۲۰۱۷ به جایگاه هشتاد و نهم، در سال ۲۰۱۹ به جایگاه نوزدهم و در سال ۲۰۲۰ به جایگاه هجدهم رسید.